# Clarence (réseau de renseignement)
Pour les articles homonymes, voir Clarence.

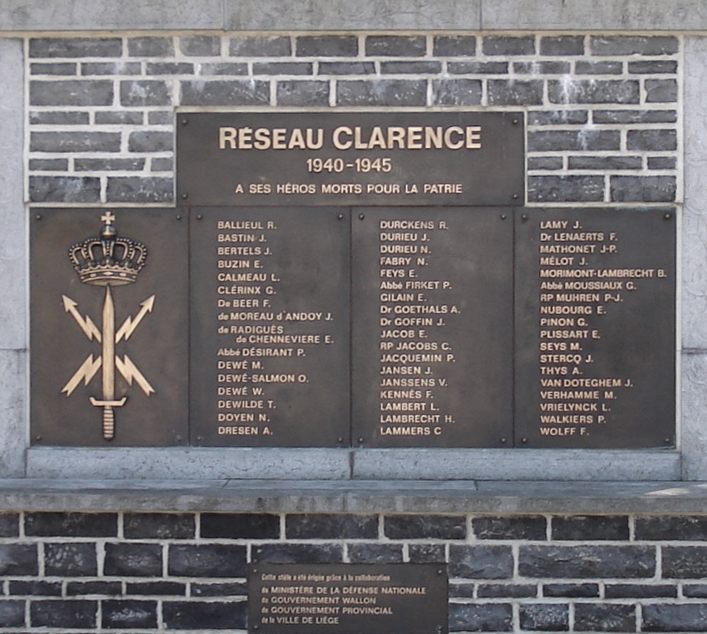
Stèle commémorative à la Chartreuse à Liège

Le réseau Clarence est un réseau de renseignements belgo-français de la Seconde Guerre mondiale,. Une de ses caractéristiques est d'avoir compté un nombre important de femmes à tous ses niveaux.

## Historique
Lors de la Première Guerre mondiale, Dieudonné Lambrecht avait fondé le réseau de renseignement la Dame Blanche. Son exécution par les Allemands en 1916 avait conduit son cousin Walthère Dewé à reprendre les rênes du réseau. En 1939, Walthère Dewé réactive la Dame Blanche et fonde le « Corps d'observation belge » (COB) qui deviendra, après la capitulation du 28 mai 1940 le « réseau Clarence », d'après le pseudonyme de son collaborateur, Hector Demarque,,.

## Le réseau
Clarence était constitué d'un secteur par province belge, d'un secteur routier et d'un secteur français. En 1940, le réseau ne peut compter que sur des émetteurs radio de faible portée et ne parvient pas à contacter Londres. Les tentatives d'établir le contact avec Londres via la France et l'Espagne par courriers terrestres ne furent pas couronnées du succès escompté. La relation avec Londres est établie lorsque Jean Lamy est parachuté dans la région de Manhay avec un poste émetteur-récepteur .  Claude Dansey de l'Intelligence Service gère les contacts. Le réseau traversera de nombreuses difficultés dont l'arrestation de Walthère Dewé tandis qu'il tente de prévenir Thérèse de Radiguès, une autre pionnière de la Dame blanche également investie dans le réseau Clarence. Tentant de s'échapper, il sera abattu en pleine rue à Bruxelles. Le réseau poursuivra néanmoins son action. À l'issue de la guerre, 1 547 résistants furent officiellement reconnus comme ayant pris part au maillage de ce réseau de renseignement. Parmi eux, Alice Cheramy se fait remarquer par son courage et son efficacité comme agent de liaison. Elle obtient le statut d’agent auxiliaire de première classe sur proposition du chef du réseau, Hector Demarque, en juin 1946.